# Hechtel-Eksel
Hechtel-Eksel är en kommun i Belgien.   Den ligger i provinsen Limburg och regionen Flandern, i den nordöstra delen av landet, 80 km öster om huvudstaden Bryssel. Antalet invånare är 11 874. Hechtel-Eksel gränsar till Beringen.
Omgivningarna runt Hechtel-Eksel är en mosaik av jordbruksmark och naturlig växtlighet. Runt Hechtel-Eksel är det tätbefolkat, med 308 invånare per kvadratkilometer.